# Patrick Hoffman
Patrick Hoffmann (Múnich, 25 de julio de 1974) es un deportista alemán que compitió en curling.
Ganó una medalla de plata en el Campeonato Mundial de Curling Masculino de 2004 y dos medallas de oro en el Campeonato Europeo de Curling, en los años 2002 y 2004.
Participó en los Juegos Olímpicos de Salt Lake City 2002, ocupando el sexto lugar en la prueba masculina.

## Palmarés internacional
| Campeonato Mundial | Campeonato Mundial  | Campeonato Mundial | Campeonato Mundial |
| Año                | Lugar               | Medalla            | Prueba             |
| ------------------ | ------------------- | ------------------ | ------------------ |
| 2004               | Gävle (Suecia)      | Medalla de plata   | Equipo             |
| Campeonato Europeo |                     |                    |                    |
| Año                | Lugar               | Medalla            | Prueba             |
| 2002               | Grindelwald (Suiza) | Medalla de oro     | Equipo             |
| 2004               | Sofía (Bulgaria)    | Medalla de oro     | Equipo             |